# Шанц, Иван Иванович
Иван Иванович фон Шанц (швед. Johan Eberhard von Schantz; 1 (13) ноября 1802, Бьёрнеборг — 22 декабря 1879 (3 января 1880), Санкт-Петербург) — адмирал русского флота, член Адмиралтейств-Совета, мореплаватель, кораблестроитель.

## Биография

### Юношество
Потомок обедневшего дворянского рода. С раннего детства полюбивший море, Эбергард фон Шанц уже в возрасте одиннадцати лет поступил к знакомому капитану в качестве волонтёра, проплавав на финляндских и шведских коммерческих судах до девятнадцатилетнего возраста. Осенью 1820 года в Гельсингфорсе фон Шанц успешно проходит специальную комиссию по приёму на российскую флотскую службу и уже 2 марта 1821 года высочайшим указом он был зачислен на Балтийский флот чином мичмана. По зачислению на флот получил «казённые» имя и отчество, как и многие другие иностранцы, поступившие на российскую службу, например, морской министр де Траверсе.

### Начало военной карьеры
По зачислению на службу фон Шанц был отправлен в Свеаборг, где был приписан к экипажу голета «Аглая», которым командовал лейтенант Яков Подушкин. Проходя службу на «Аглае» фон Шанц участвовал в описи берегов и промерах глубин в шхерах между Свеаборгом и Юнгферзундом. Вплоть до присвоения лейтенантского чина в 1828 году, фон Шанц проходил службу на различных судах и кораблях Балтийского флота: тендере «Атис», бриге «Ахиллес», фрегате «Патрикий». Также в эти годы он принимал участие в описи Аландских островов, командуя шхуной «Лизетта».
С 1828 года по 1831 год фон Шанц проходил службу на линейном корабле «Фер-Шампенуаз», на котором участвовал в Третьей Архипелагской экспедиции (блокаде Дарданелл) и произвёл опись Кроликовых островов.
Корабль этот впоследствии сгорел на Кронштадтском рейде, и фон Шанц последним оставил судно, наилучшим образом проявив себя при борьбе за спасение корабля. Следующим назначением И. И. фон Шанца была должность капитана люгера «Ораниенбаум», которым он командовал вплоть до зимы 1834 года.

### Кругосветное плавание на военном транспорте «Америка»
В самом конце 1833 года скоропостижно скончался знаменитый российский мореплаватель капитан I ранга Л. А. Гагемейстер, назначенный командиром военного транспорта «Америка» и занимавшийся подготовкой к своей четвёртой кругосветной экспедиции. Весною 1834 года на должность командира «Америки» был назначен И. И. фон Шанц, получивший к тому времени звание капитан-лейтенанта «за отличие». Закончив все приготовления к переходу в тихоокеанские колонии военный транспорт «Америка», под командованием фон Шанца, 5 августа 1834 года снялся с Кронштадтского рейда и вступил под паруса.
Маршрут перехода был классическим: Копенгаген, Портсмут, Рио-де-Жанейро, Порт-Джексон, Петропавловск. Пройден он был продуманно и рационально, с минимальными трудностями и потерями. Идя на Камчатку и пересекая архипелаг Маршалла, фон Шанц открыл 29 мая 1835 года группу коралловых островов, названных в атласе адмирала Крузенштерна островами Шанца (ныне Вото). 27 июня 1835 года транспорт «Америка» под командованием фон Шанца благополучно прибыл в Петропавловскую гавань и после непродолжительной стоянки совершил переход в Новоархангельск.
После месячной стоянки в Новоархангельске, завершив приём грузов, «Америка» 11 октября вышла в обратный путь. Обратный маршрут фон Шанц проложил вокруг мыса Горн с заходом в Гонолулу и на остров Таити. Хотя в южном полушарии и было летнее время, но погоды в океане были бурными, а феврале даже наблюдали в море на широте 53°S огромную ледяную гору. Немного легче стало после того, как за пять суток транспорт «Америка» обогнул вечно штормовой мыс Горн. Правда, уже в самом конце сильные встречные ветры не дали войти в Английский канал и фон Шанцу пришлось прокладывать путь в Балтику вокруг Британских островов. Но несмотря на все сложности военный транспорт «Америка» 15 июня 1836 года бросил якорь на Кронштадтском рейде, пробыв в плавании 711 суток, из них 469 — под парусами.

### От парусов к паровой машине
По возвращении из плавания в 1836 году, фон Шанц поступил в распоряжение начальника Главного Морского Штаба и произведён в капитаны 2-го ранга, а через два года, за отличие, в капитаны 1-го ранга. С 1837 года по 1841 год фон Шанц находился в разных командировках и состоял при постройке на верфи Вильяма Брауна в Нью-Йорке самого большого и сильного военного пароходофрегата того времени «Камчатка», который привёл из Америки в Кронштадт в 21 день с заходом в Англию. Командуя затем этим пароходом вплоть до производства в контр-адмиралы, последовавшего 14 ноября 1847 года, фон Шанц почти постоянно находился в плавании и с производством в контр-адмиралы закончились его плавания на пароходофрегате «Камчатка» и началась деятельность преимущественно кораблестроительная.
Офицер «Камчатки» Алексей Петрович Боголюбов, ставший позднее известным художником-маринистом, так описывал фон Шанца:
Капитан Шанц был моряк практический, прекрасный, служил и в Англии, и на торговом флоте Финляндии, откуда был родом и назывался фон Шанц. Будучи сыном кузнеца, авторитет он себе отвоевал нахальством со всеми, так что его все боялись. Вор он был первоклассный, ибо, как слышно и видно было по его жизни, сильно нагрел себе лапы в Америке при постройке "Камчатки", да и в походе, как говорили товарищи, везде крал — то с угля, то с продовольствия команды.
Во время Восточной войны, в 1855 году фон Шанц был назначен начальником Балтийского отряда паровых судов и поднял свой флаг на пароходофрегате «Камчатка». В мае того же года он был назначен командующим первой флотской дивизией, а в августе был произведён в вице-адмиралы. В это время на Балтике по шанцевским разработкам развёртывается энергичное и форсированное строительство парового флота: 9 винтовых корветов, 6 винтовых клиперов и 75 паровых канонерских лодок. Эти суда составили основу качественно нового боевого ядра Балтийского флота.
В 1863 году Шанц был назначен членом Адмиралтейств-совета, что не помешало ему в том же году руководить работами при устройстве земляных укреплений в устьях Невы. 1 января 1866 года Шанц был произведён в адмиралы, сделав за свою службу 28 морских кампаний.

### Кораблестроение
Не ограничиваясь практической стороной дела, фон Шанц тщательно изучал каждое судно, на котором служил или которым командовал. Позже, пользуясь своим громадными практическими сведениями, он сам составлял чертежи многих судов, и многие из российских колёсных пароходов, корветов, шкун и яхт были построены по его чертежам, под его непосредственным наблюдением. В усовершенствовании постройки и вооружения гребных судов Шанц принимал также самое деятельное участие.
С 1848 года по 1855 год фон Шанц получал постоянные поручения по составлению чертежей и наблюдению за постройкой целого ряда судов:
- пароходофрегат «Рюрик»
- пароходофрегат «Олаф»
- паровой корвет «Калевала»
- паровая канонерская лодка «Стерлядь»
- шкун для Каспийского моря
- 40 гребных канонерских лодок и прочее.

Командуя дивизией и плавая в море, фон Шанц не переставал получать поручения как по постройке новых паровых судов, так и по вооружению их и даже береговых батарей. В морской артиллерии фон Шанц сделал несколько усовершенствований по части станков.
Чертежи и указания фон Шанца легли в анналы российского кораблестроения.

## Награды
Иван Иванович фон Шанц ордена имел все до Св. Александра Невского с бриллиантами и Св. Георгия IV степени («За беспорочную выслугу 25 лет в офицерских чинах», получен 26 ноября 1847 г, № 7742 по списку Григоровича — Степанова)), медали бронзовую и за турецкую компанию 1829 года перстень с вензелем государя.

## Память
Именем И. И. фон Шанца названы:
- атолл в Тихом океане
- мыс в Баренцевом море

## Афоризмы
- Военный корабль, подобно дамским часам, ещё никем и никогда не доводился до состояния совершенной исправности.